# The End (videogioco)
The End (ジ・エンド?, Ji Endo) è un videogioco arcade del 1981 sviluppato e pubblicato dalla Konami. Il titolo è concesso in licenza alla Stern Electronics per la distribuzione in Nord America. Ebbe un'unica conversione per la console 8-bit Arcadia 2001.

## Modalità di gioco
The End è uno sparatutto a schermata fissa simile nel concetto sia a Space Invaders che a Galaxian. Il giocatore pilota un'astronave nella parte inferiore dello schermo e deve sparare agli alieni fluttuanti rilasciati dal grande UFO. Sopra l'astronave del giocatore ci sono tre barriere, che sono composte da più mattoni. Oltre ad attaccare, i nemici alieni tenteranno anche di rubare i mattoni dalla barriera, che useranno per comporre la parola "END" nella parte superiore dello schermo. Il gioco finisce se il giocatore perde tutte le sue vite o se i nemici riescono a completare la parola "END".